# Пјан ди Казале (Болоња)
Пјан ди Казале (итал. Pian di Casale) је насеље у Италији у округу Болоња, региону Емилија-Ромања.
Према процени из 2011. у насељу је живело 13 становника. Насеље се налази на надморској висини од 456 м.